# The Century Company
The Century Company est une ancienne maison d'édition américaine fondé en 1881 à New York et qui fusionne en 1933 au sein d'un nouveau groupe éditorial.

## Histoire
The Century Company a été fondée en 1881 par les anciens associés de Charles Scribner II (en), auxquels celui-ci avait vendus ses parts. En rachetant la maison Charles Scribner's Sons, ils perdent cependant le droit d'utiliser le nom Scribner et décident donc de fonder The Century Company, d'après The Century Association, une association d'hommes d'affaires newyorkais.  
Parmi le fonds racheté, le Scribners Monthly, lancé en 1870, qui est rebaptisé The Century Illustrated Monthly Magazine.
The Century Company était aussi l'éditeur du St. Nicholas Magazine à sa fondation.
En 1933, The Century Company fusionne avec la maison d'édition D. Appleton & Company pour former l'Appleton-Century Company puis l'Appleton-Century-Crofts.